# تیا گیل
تِیا لوئیس گیل (به انگلیسی: Thea Louise Gill) (زاده ۵ آوریل ۱۹۷۰) بازیگر کانادایی است. او بیشتر برای بازی در نقش «لیندسی پترسن» در مجموعه تلویزیونی به‌عجیبی مردم شناخته می‌شود.